# Raccontami
Raccontami è una serie televisiva italiana, trasmessa da Rai 1 per due stagioni, dal 2006 al 2008, con protagonisti Massimo Ghini e Lunetta Savino.
La serie è realizzata da Riccardo Donna e Tiziana Aristarco ed è ispirata alla serie televisiva spagnola Cuéntame cómo pasó di TVE, che racconta la vita di una famiglia della classe media spagnola, gli Alcántara, dal 1968.
La serie iberica ha avuto anche altri adattamenti internazionali.
Nell'estate del 2014, del 2016, del 2017 e del 2020, la serie è in replica su Rai Premium. Nel 2019, le repliche sono trasmesse su San Marino RTV.

## Stagioni

### Prima stagione
- La prima stagione di Raccontami è andata in onda a partire dal 10 dicembre 2006 al 15 febbraio 2007 per 13 puntate ciascuna delle quali formata da due episodi. Racconta gli anni dal 1960 al 1963.

Le varie vicende della famiglia Ferrucci, composta da padre, madre, nonna, zia e tre figli, si contrappongono a quelle storiche avvenute negli anni '60.
In mezzo, a fare da tramite, una protagonista d'eccezione: la televisione.
Non solo un elemento di arredamento, ma anche un personaggio capace, con immagini e notizie, di interagire, sconvolgere e ridisegnare le vite dei protagonisti.
La storia è strutturata come un enorme flashback narrato da un indefinito tempo presente: infatti tutti gli episodi sono accompagnati dalla voce narrante del figlio più piccolo della famiglia Ferrucci, Carlo, che, ormai adulto, ricorda il suo passato, partendo dalla sua nascita avvenuta proprio il 3 gennaio 1954, giorno in cui la Rai iniziò il suo servizio televisivo regolare, per poi andare al 1960, vera data d'inizio di tutta la storia, quando a Roma fervono i preparativi della XVII Olimpiade.

### Seconda stagione
Le riprese della seconda stagione sono iniziate a dicembre 2007 e sono terminate a luglio 2008
- La seconda stagione di Raccontami è andata in onda a partire dal 12 ottobre 2008 al 4 dicembre 2008 per 13 puntate ciascuna delle quali formata da due episodi. Racconta gli anni dal 1964 al 1966.

La famiglia Ferrucci si è allargata. Con l'arrivo della piccola Anita, Andrea vorrebbe emanciparsi dall'autorevolezza del padre e sogna per sé, Francesca e la loro bambina un futuro diverso da quello dei genitori. La nascita della nipotina ha portato grandi cambiamenti in casa e se inizialmente Carlo si sente minacciato dalla sua presenza, ben presto trova il conforto della zia Anna che lo coinvolge in un'indagine misteriosa.
Il mistero si infittisce ulteriormente con l'arrivo in città di Rocco, un giovane greco che sembra intenzionato a vendicarsi di Luciano Ferrucci, destando l'apprensione della moglie Elena. Nel momento del faccia a faccia Padre Negoziante riesce a dissuaderlo e, apparentemente, a convincerlo a tornare in Grecia. E se Luciano dovrà presto vedersela anche con il ritorno in patria dell'ex socio Livio Sartori, Titti rimarrà sconvolta dal rientro dall'America di Guido Albinati, che nel frattempo si è sposato e per il quale nutre ancora dei forti sentimenti.

## Episodi
| Stagione         | Episodi | Prima TV  |
| ---------------- | ------- | --------- |
| Prima stagione   | 26      | 2006-2007 |
| Seconda stagione | 26      | 2008      |

## Personaggi

### Personaggi principali
- Luciano Ferrucci (Massimo Ghini) nato nel 1920, è il capofamiglia. Costretto dalla guerra ad abbandonare gli studi e a svolgere il lavoro di capocantiere, sarà destinato a rimettersi sui libri e a diventare prima geometra e dopo imprenditore. Stagione 1 e 2
- Elena Sorrentino in Ferrucci (Lunetta Savino) è la moglie, sempre pronta a sostenere il marito nei momenti difficili. Angelo del focolare capace però, quando la situazione lo richiederà, di andare nel mondo e di trovare un impiego. Stagione 1 e 2
- Andrea Ferrucci (Edoardo Natoli) nato nel 1942, è il figlio primogenito, per cui la madre ha un debole e che, nei progetti paterni, dovrebbe diventare avvocato, mentre lui stravede per i motori. Stagione 1 e 2
- Elisabetta Ferrucci (Titti) (Carlotta Tesconi) è la figlia,  nata nel 1943,  da tutti chiamata Titti. È una femminista ante litteram; nelle aspettative dei genitori dovrebbe realizzarsi come brava moglie, ma lei vuole andare all'università e diventare magistrato. Stagione 1 e 2
- Carlo Ferrucci (Gianluca Grecchi) è nato il 3 gennaio 1954, proprio quando la Rai cominciava a trasmettere su un unico canale in bianco e nero. È da tutti chiamato affettuosamente Carletto e trascorre le giornate giocando coi suoi amici o ritrovandosi, suo malgrado, nel mezzo dei vari problemi familiari. La voce fuori campo narrante di tutta la serie è la sua, ma da adulto (Roberto Chevalier). Stagione 1 e 2
- Anna Sorrentino (Giorgia Cardaci) è la sorella di Elena. Dolce e sognatrice, lavora come maschera in un cinema, soffre per le pene amorose delle principesse e sogna una vita come quelle descritte nei periodici femminili. Stagione 1 e 2
- Innocenza Sorrentino (Mariolina De Fano) è la nonna materna, di origini lucane, nata negli anni '90 dell'800. Signora all'antica dal carattere burbero e alquanto restia all'utilizzo dei nuovi elettrodomestici e delle nuove mode create negli anni '60. È anche religiosa e stima Padre Negoziante al quale si rivolge sempre per il minimo problema che accade nella sua famiglia. Stagione 1 e 2

### Personaggi secondari
- Maddalena Occhipinti (Raffaella Rea) è la giovane ragazza madre alla quale i Ferrucci hanno affittato la cantina come abitazione. Vista inizialmente male da tutti a causa della sua situazione, Maddalena riuscirà in breve a conquistarsi l'affetto e la simpatia di tutti e troverà lavoro presso il bar di Pietro. Parte per l'Inghilterra al termine della prima stagione. Stagione 1 e in due episodi della 2
- Marco Occhipinti (Guido Ripanti) è il figlio di Maddalena. Inizialmente guardato con sospetto da Carlo, perché convinto che fosse appestato, in breve i due sono diventati grandissimi amici. Stagione 1 e 2
- Italo Monti (Giampiero Judica) è un ladro gentiluomo che si finge aviatore per conquistare il cuore di Anna e poter così recuperare una collana di smeraldi nascosta all'interno del contenitore delle locandine del cinema. Persa ogni speranza di riavere la collana, Italo non abbandonerà però Anna perché ormai innamorato pazzo di lei. Lo si può definire un "riutilizzo" di Lupin. Stagione 1
- Tito Livio Sartori (Ivano Marescotti) è un anziano imprenditore senza scrupoli, nonché il capo di Luciano Ferrucci. In seguito i due diventeranno soci in affari e Luciano scoprirà un lato oscuro del suo capo che ignorava potesse esistere. Stagione 1 e 2
- Pietro Passalacqua (Francesco Foti) barista nonché addetto alla proiezione dei film nel cinema in cui lavora Anna, della quale è innamorato pazzo. Nonostante i suoi numerosi tentativi di conquistarla, Anna non è affatto attratta da lui. Comunista convinto, non perde un'occasione per fare propagande elettorali. Stagione 1 e 2
- Antonio Dentici (Primo Reggiani) è figlio di due negozianti di elettrodomestici provenienti dalla Sicilia. Lavora anche lui nel negozio di famiglia e nel tempo libero lavora come antennista nel palazzo nel quale abitano i Ferrucci. Ed è proprio sul tetto che ha conosciuto e si è innamorato, ricambiato, di Titti; i due si fidanzano e progettano di sposarsi. La ragazza capisce però di non volere il matrimonio come traguardo della sua vita e così lascia Antonio. In seguito Antonio si fidanza con Francesca Fortini, ma il giorno delle loro nozze, Andrea rapisce la sposa, che capisce di amare il giovane Ferrucci e lascia Antonio, che comunque prende la cosa con filosofia e poi in seguito sposerà Italia. Stagione 1 e 2
- Furio Fortini (Mauro Meconi) è il miglior amico di Andrea. Lavora nell'officina del padre ed è sempre pronto a dare consigli all'amico. Stagione 1 e 2
- Francesca Fortini (Maria Palma Petruolo) è la sorella di Furio e grande amica di Titti. Da sempre è innamorata di Andrea, ma lui non la considera nemmeno. Quando però Francesca abbandona il suo look antiquato per fare spazio alla sua bellezza, Andrea si innamora di lei. Francesca nel frattempo si è fidanzata con Antonio Dentici, ma il giorno del loro matrimonio, Andrea rapisce Francesca e la porta al mare. I due fanno l'amore e tornano a casa più innamorati che mai. La famiglia della ragazza però osteggia la relazione, finché non si scopre che Francesca è rimasta incinta. Andrea perciò è costretto dalle due famiglie a sposare la ragazza e in lui avviene un cambiamento radicale: diventa finalmente uomo e si comporta come tale. Stagione 1 e 2
- Caroline Desideri (Sascha Zacharias) è una ragazza francese che Andrea conosce fuori dell'Università e della quale si innamora follemente. Appartenente alla corrente francese dell'esistenzialismo, Caroline è una ragazza troppo viziata che farà soffrire il giovane Andrea tradendolo con altri ragazzi, tra i quali Guido. Si sposa con Guido e cambia il nome in Caroline Betancourt. Muore all'inizio della primavera del 1966 in un tremendo incidente stradale. Stagione 1 e 2
- Edoardo Albinati (Emanuele Vezzoli) è il padre di Guido, è inoltre un giudice molto in gamba che si trova a dover risolvere i guai in cui lo caccia il figlio e il processo fra Luciano Ferrucci e Livio Sartori, facendo vincere il processo a Luciano. Stagione 1 e 2
- Guido Albinati (Andrea Bosca) è figlio di un giudice. Grande amatore della dolce vita, fatta di donne, sesso e rock'n roll. Anche se fidanzato con Caroline, cerca in tutti i modi di conquistare il cuore di Titti. Tuttavia, pur essendo innamorato di Titti, sceglie Caroline che sposa alla fine della prima serie. Quando nella seconda serie questa muore in un incidente lasciando Guido e il loro bambino, finalmente Guido è libero di tornare dal grande amore della sua vita: Titti. Stagione 1 e 2
- Maresciallo Carmine Mollica (Max Giusti) è il sottoufficiale dei carabinieri, vicino di casa della famiglia Ferrucci. Sempre ligio al dovere anche quando ne farebbe volentieri a meno, come quando cade vittima di situazioni critiche, prova grande affetto ed ammirazione nei confronti di Anna. Stagione 1 e 2
- Mariarosa Mollica (Cloris Brosca) è la moglie del maresciallo. Casalinga pettegola e piena di pregiudizi, come la società dell'epoca. Stagione 1
- Domenica Mollica (Elena Faedda) è la figlia del maresciallo Mollica. Grande compagna di giochi di Carlo e Marco. Stagione 1
- Lord Whitfield (Ray Lovelock) è un ricco lord inglese intenzionato a diventare grande amico del nipote Marco. È però malvisto da Maddalena che lo descrive come un vecchio crudele e senza scrupoli. Al termine della prima stagione convince Maddalena e Marco a partire per l'Inghilterra per vivere una vita agiata nel suo castello. Stagione 1
- Padre Negoziante (Marco Marzocca) è il sacerdote al quale nei momenti di difficoltà si rivolge la famiglia Ferrucci, soprattutto nonna Innocenza, che lo consulta per ogni minimo problema. È stato lui a presentare alla famiglia la giovane Maddalena ed il figlio Marco. Stagione 1 e 2
- Enrico Tavarelli (Daniele Savoca) è il professore rivoluzionario del quale Titti si innamora perdutamente ignorando che egli è già sposato. Lui inizialmente avrà una relazione clandestina con Titti, ma poi la lascerà spezzandole il cuore. Stagione 1
- Marcella Prisco (Claudia Coli) è una giornalista che lavora presso la redazione di un noto giornale di Roma. Diventa ben presto grande amica di Titti. La ragazza scoprirà con rammarico che Marcella è la moglie del professor Tavarelli. Stagione 1
- Olympia Galvano-Sartori (Giusy Frallonardo) è la segretaria di Livio Sartori, da sempre innamorata di lui. Rimane incinta di Sartori, che la sfrutta a suo piacimento. Stagione 1
- Carlo Ludovico Terenzi (Paolo Sassanelli) è un professore universitario di Titti ed ex avvocato. La ragazza gli confessa, al termine dell'esame (voto 30) di essere la figlia di Luciano Ferrucci, suo ex commilitone. Ludovico aiuta Luciano nel processo contro Sartori e contemporaneamente fa breccia nel cuore di Anna, alla quale regala libri commoventi. Stagione 1 e 2
- Salvatore Lo Buono (Luigi Maria Burruano) è un compaesano di nonna Innocenza che giunge a Roma per dare una mano a Luciano nel cantiere. Stagione 1
- Signora Anna Dentici (Alessandra Costanzo) è la madre di Antonio, che non sopporta i metodi alternativi e il brutto carattere di Titti. Stagione 1 e 2
- Michele Marcocci (Paolo Maria Scalondro) è il proprietario del negozio di stoffe in cui Elena va a lavorare quando la famiglia si trova in difficoltà. I Ferrucci e soprattutto Luciano sono gelosi del rapporto fra Elena e Marcocci, ma poi si scoprirà che Michele è omosessuale. Stagione 1 e 2
- Ragionier Mezzamanica (Andrea Lolli) è l'amministratore del condominio dei Ferrucci. Nella seconda serie diventerà socio di Luciano. Stagione 1 e 2.
- Eliana Bertolini Sartori (Carlina Torta) è la moglie di Livio Sartori e sua ex segretaria. Durante il processo in cui sono coinvolti Sartori e Luciano, l'avvocato Terenzi scopre che Eliana non è legalmente sposata con Sartori e sfrutta la rabbia della donna a causa dell'infedeltà del compagno (che ha messo incinta la sua segretaria Olympia) per farla testimoniare a sfavore di Sartori, che perde così il processo e viene condannato a tre anni di reclusione. Nella seconda stagione Eliana diventa grande amica di Elena e riesce a comprare il negozio di Marcocci per creare una boutique insieme a Elena e al travestito Fiorella. Stagione 1 e 2
- Maestra Pucci (Anita Zagaria) è la maestra di Carlo e Marco. È particolarmente severa, come era imposto alle insegnanti di un tempo, e i bambini non la amano per questo. Serie 1 e 2
- Rocco Degli Innocenti (Fabio Ghidoni) è un ragazzo greco, ignorante e rissoso, figlio di una prostituta, dal temperamento vendicativo che nella seconda serie avrà un'intesa storia con Titti, finché lei non lo lascia perché ancora innamorata di Guido. Si scoprirà che è un figlio illegittimo di Livio Sartori. Stagione 2
- Maria Degli Innocenti (Lucrezia Romana Antonelli) è la sorella minore di Rocco. Stagione 2
- Ernesto Ognissanti (Jacopo Maria Bicocchi) è un giovane avvocato assistente di Terenzi e (ex) fidanzato di Titti. Stagione 2
- Italia (Valentina D'Agostino) è la fidanzata di Furio. È una ragazza con pochi soldi che per vivere fa la ladra dove spesso collabora nei furti insieme al fratello, ladro anche lui più di lei. Conosce Furio fuori dal Bar Dentici quando egli le vede in mano il proprio portafoglio che ella le aveva appunto rubato. Egli però, ingenuo, credendo invece che il portafoglio gli fosse caduto e che Italia glielo avesse raccolto, ringrazia Italia e le offre un Vermut. Italia, in seguito, ruba la macchina di Andrea che però presto ritrova, e così Furio si convince della malafede presente nella ragazza, ma nonostante tutto i due si frequenteranno ugualmente. Italia, in seguito, durante la permanenza in carcere di Furio, prenderà in affitto la sua ex officina comprata da Antonio Dentici, che da tempo era sommersa di debiti, e la trasformerà in un elegante salone per capelli, arredandolo con tutta merce rubata. Italia così darà a Furio un nuovo e migliore lavoro, ovvero quello del tassista. Si sposa con Antonio Dentici. Stagione 2
- Mafalda Ballarini (Jessica Ugatti) è la colf di Andrea e Francesca, che riesce a diventare un'affermata cantante. Stagione 2
- Fiorella (Enrico Gimelli) è un travestito che vive nella baraccopoli e fa la prostituta, vantandosi appunto di riuscire a leccare tutto e tutti. Il suo vero nome è Giuseppe Cacace. Si affeziona molto a Rocco e a Maria e stringe amicizia con Elena ma, poco prima dell'ultimo dell'anno del 1964, come veniva fatto alle persone transessuali dell'epoca, viene arrestato e gli viene imposto di lasciare la baraccopoli entro l'inizio del nuovo anno e di trasferirsi a Redipuglia. Ritorna di nascosto a Roma più di un anno dopo ovvero nella primavera del 1966 ma ben presto però viene rintracciato ed inseguito dai carabinieri e malmenato. Si rifugia nella chiesa di Padre Negoziante (che lo odia) dove ritrova Elena che credeva fosse una donna vera. Grazie all'intervento di Titti, Fiorella resta a Roma e così viene preso da Padre Negoziante a lavorare come "perpetua". In seguito apre una merceria insieme ad Elena ed Eliana a cui daranno nome E & E + F. Stagione 2
- Sophia (Ilaria Spada) è l'ultima amante di Sartori ed attrice teatrale. Il suo trucco e il suo portamento ricorda molto quello dell'attrice Lauren Bacall. Sartori la usa per vendicarsi dei Ferrucci.
- Gregorio Albinati è il figlio di Guido e Caroline. Stagione 2
- Nicola (Margherita Ghini) è la nuova compagna di banco di Carlo, della quale il bambino si innamorerà. Stagione 2
- Fabio Luongo (Francesco Di Lorenzo) è il coinquilino di Rocco. Stagione 2

## Curiosità
- L'appartamento della famiglia Ferrucci è stato interamente ricostruito negli Studios di Roma e arredato con certosina precisione da scenografi che hanno girato mercatini d'epoca e collezioni private per ritrovare qualsiasi oggetto fosse di uso comune negli anni '60.

- In alcuni episodi compaiono alcuni cartelloni pubblicitari raffiguranti alcuni film horror di quegli anni: Dracula il vampiro, Il sangue del vampiro, Frankenstein contro l'uomo lupo, La maschera della morte rossa e La tomba di Ligeia.

- Raccontami è ispirata alla serie televisiva spagnola Cuéntame cómo pasó, trasmessa dalla TVE dal 2001 ed ancora oggi in onda (al 2022 è in produzione la ventitreesima stagione); oltre a quello italiano (durato solo due stagioni), la serie iberica ha avuto altri adattamenti internazionali: in Portogallo col nome di Conta-me como foi, prodotta da RTP, trasmessa per cinque stagioni e narrante le vicende della famiglia Lopes dal 1968 sino al ritorno alla democrazia in Portogallo. Nel 2017 è andata in onda anche una versione argentina (avente lo stesso titolo della serie spagnola) trasmessa dalla TV pubblica del paese, e le vicende lì partono dalla morte di Juan Domingo Perón, durata una sola stagione. Nel 2020 sono iniziate ad andare in onda anche una versione cilena (intitolata Los 80, ambientata per l'appunto negli anni ottanta, durante il regime di Pinochet) in onda su Canal 13, ed una ecuadoregna (Parece que fue ayer).

- In alcune scene compare la figlia di Massimo Ghini, Camilla, allora di 15 anni.

- Carletto è un fan del Tenente Sheridan e rimane sconvolto quando ne vede l'interprete Ubaldo Lay interpretare il perfido Murdstone nello sceneggiato David Copperfield in cui riceve un morso dal protagonista interpretato da Roberto Chevalier, ovvero lo stesso Carletto da adulto.

- Da notare il parallelismo nella scelta dei nomi dei ladri: nella prima stagione Italo, nella seconda stagione Italia.

## Errori
La critica ha sottolineato come all'interno della serie vi furono clamorose sviste ed anacronismi storici:
- Nella prima puntata della prima stagione (ambientata nel 1960), si svolge la festa di 18 anni di Andrea, che a detta del padre diventa maggiorenne. Fino al 1975 però, in Italia si diventava maggiorenni a 21 anni.

- Nella prima stagione, nelle puntate ambientate nel 1961, la mappa dell'Italia nella classe di Carlo presenta Abruzzo e Molise separati, cosa che di fatto avvenne nel 1963.

- Nella nona puntata della prima stagione, Guido Albinati ha una macchina inglese, con targa alfanumerica con scritte nere su sfondo bianco, tipologia di targa che venne introdotta in Italia solamente nel 1994. Un altro errore riguardante le targhe automobilistiche italiane dell'epoca c'è anche nella seconda stagione (ambientata tra il 1964 ed il 1966), dove la targa posteriore del camion del cantiere dove lavora Luciano è di forma rettangolare con la sigla di provincia di colore arancione, seguita da caratteri alfanumerici bianchi su sfondo nero, tipologia di targa che però fu in vigore in Italia solo a partire dalla fine del 1975, mentre prima di allora le targhe posteriori degli autoveicoli erano di forma quadrata e la sigla di provincia ed i caratteri alfanumerici che la succedevano erano tutti di colore bianco su sfondo nero.

- In un episodio della seconda stagione, Andrea è intento ad acquistare una Ford Capri, ma la cosa è impossibile visto che la scena è ambientata nel 1965, mentre l'auto nascerà solo 4 anni più tardi. In realtà l'auto raffigurata nella rivista che ha in mano è una Ford Anglia.

- Nell'episodio La notte del Piper della seconda stagione, all'interno del Piper vicino ad una parete si vede un dipinto di Andy Warhol raffigurante i Beatles del 1968, ma la cosa è alquanto improbabile visto che la scena è ambientata nel 1965. Inoltre, sempre durante i festeggiamenti dell'inaugurazione del locale, Carlo si rivolge a Furio dicendogli che sul palco si stanno esibendo i The Rokes e verso la fine dell'episodio si sente il pezzo finale della canzone Io ho in mente te degli Equipe 84, brano che peraltro è del 1966 e non del 1965. Sempre nella stessa puntata, in una delle scene iniziali, Mafalda, parlando con Antonio Dentici davanti al suo negozio di elettrodomestici, decide di acquistare un disco dei The Rokes e durante l'inquadratura della vetrina si vede il 45 giri di "Fortissimo" di Rita Pavone, uscito nel 1966.

- La Alfa Romeo Giulia di Andrea ha le cinture di sicurezza che, nel 1965, non erano montate sulle automobili.

- Francesca viene chiamata come maestra ed afferma di aver fatto domanda dopo essersi diplomata alla Scuola Magistrale. Nella prima stagione però, frequentava il Liceo Classico con Titti.

- In un episodio della prima stagione, mentre viene inquadrato il televisore durante la messa in onda di Carosello, in un angolo dello schermo è possibile vedere il logo della Rai con la farfalla, introdotto nel 2000.

- Nel primo episodio della seconda stagione, Titti trova l'indirizzo della nuova casa di Guido sul progetto di ristrutturazione del padre. il foglio è scritto con carattere "Comic sans" impossibile da ottenere con una macchina da scrivere.

- Nell'episodio 6, della seconda stagione, Titti legge un libro Lettere di Don Milani priore di Barbiana, edito per la prima volta nel 1970.

- Nella prima puntata Carletto, a letto col morbillo, gioca col modellino di uno dei Thunderbirds dell'omonima serie che però venne prodotta nel 1965 mentre l'episodio si svolge nei primi mesi del 1960.

- Donna Innocenza ha origini lucane, precisamente di Lagonegro, ma il suo accento e il suo dialetto sono pugliesi, nello specifico di Bari, città d'origine di Mariolina De Fano.

## Canzoni
Le colonne e la sigla iniziale e finale, il brano Stand by Me di Ben E. King, usato in versione strumentale, sono dell'Orchestra del maestro Vince Tempera.
Prima stagione
- Pregherò di Adriano Celentano
- 24.000 baci di (Adriano Celentano)
- Abbronzatissima di (Edoardo Vianello)
- Cuando calienta el sol di (Arielle Dombasle)
- Una zebra a pois di (Mina)
- Andavo a cento all'ora di (Gianni Morandi)
- La gatta di (Gino Paoli)
- La ballata del Cerutti di Giorgio Gaber
- Se mi vuoi lasciare di Michele
- Cuore di (Rita Pavone)
- Come te non c'è nessuno di (Rita Pavone)
- Giovane giovane di (Pino Donaggio)
- Ciao ciao bambina di (Domenico Modugno)
- Notte di Luna calante di Domenico Modugno
- Quelli della mia età (Tous les garçons et les filles) di (Catherine Spaak)

Seconda stagione
- Io che non vivo di Pino Donaggio
- Una lacrima sul viso di Bobby Solo
- Sognando la California dei Dik Dik
- In ginocchio da te di Gianni Morandi
- Non son degno di te di Gianni Morandi
- Un mondo d'amore di Gianni Morandi
- Ragazzo triste di Patty Pravo
- Nessuno mi può giudicare di Caterina Caselli
- C'è una strana espressione nei tuoi occhi dei The Rokes
- Non ho l'età (Per amarti) di Gigliola Cinquetti
- Il cielo in una stanza di Gino Paoli cantata pure da Mina
- Io ho in mente te degli Equipe 84
- Il mondo di Jimmy Fontana
- Piangi con me dei The Rokes
- Se piangi, se ridi di Bobby Solo
- È la pioggia che va/Finché c'è musica mi tengo su dei The Rokes
- I Get Around dei Beach Boys
- La casa del sole (The House of Rising Sun) dei Bisonti
- Pollo e champagne delle Gemelle Kessler
- Quando, quando, quando di Tony Renis

## All'estero
Negli Stati Uniti d'America e America Latina la serie è stata trasmessa in Eurochannel.